# Ngựa Anglo-Norman

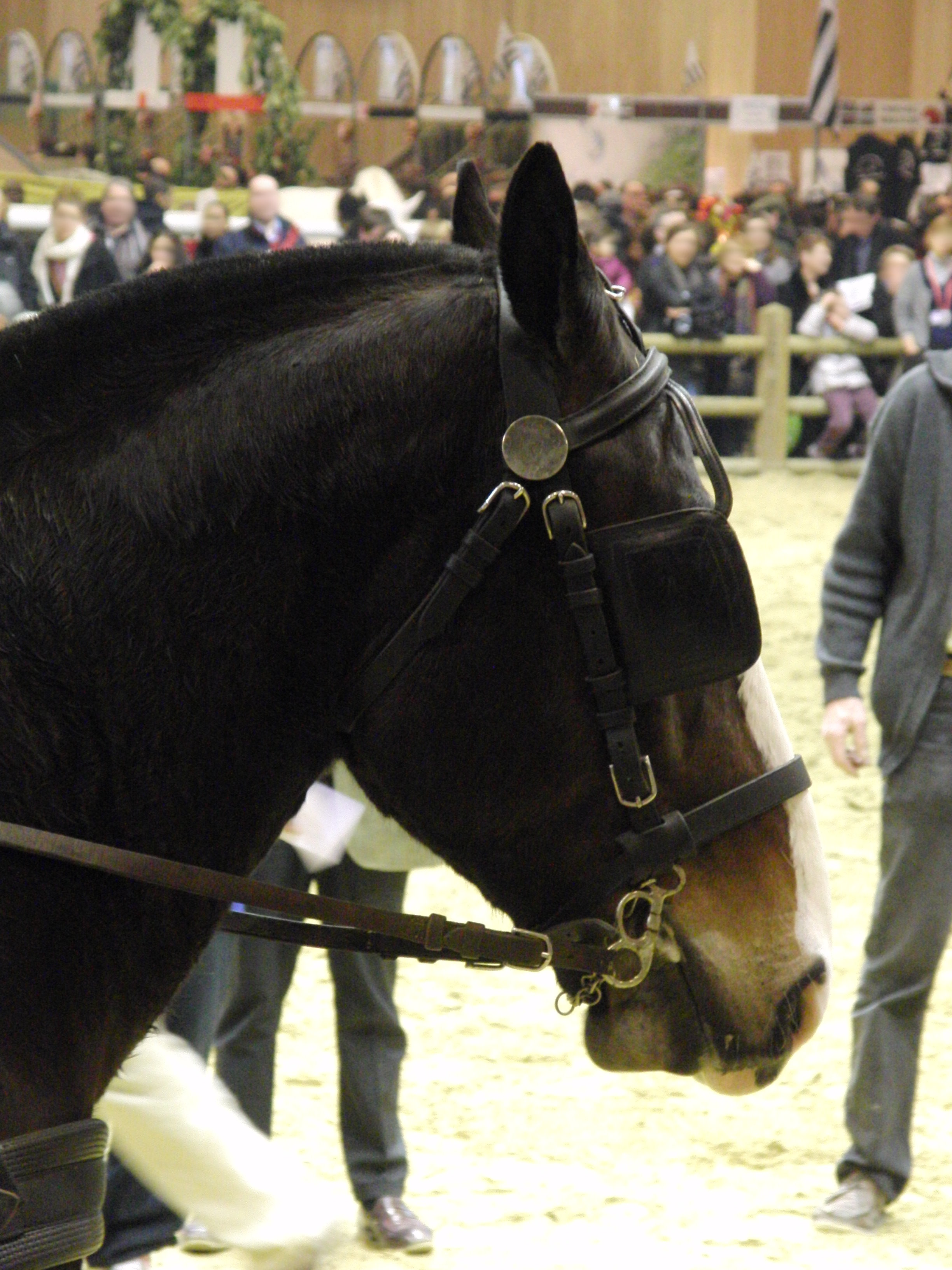
Một con ngựa Cob Norman trong một sô diễn 2013

Ngựa Anglo-Norman là một giống ngựa của Pháp được phát triển ở vùng hạ Normandy, miền bắc nước Pháp. Một trung tâm lớn của các giống ngựa, khu vực này có rất nhiều loại đã được lai tạo với nhau và sau đó lai với Ngựa Thuần Chủng Thoroughbred để tạo thành ngựa Ngựa Anglo-Norman. Ngựa Anglo-Norman cũng góp phần vào sự phát triển của một số giống khác ở châu Âu và châu Á.

## Tổng quan
Ngựa Anglo-Norman đã được phát triển trong những năm đầu thế kỷ 19, và cùng với Thoroughbred và máu Norman địa phương, ảnh hưởng đã được nhìn thấy từ các giống khác, bao gồm ngựa chạy nước kiệu của Anh và Nga. Vào giữa thế kỷ 19, Ngựa Anglo-Norman là một giống phổ biến khắp nước Pháp, và vào năm 1864 một hiệp hội giống được thành lập. Trong khi chúng thường được mua bởi quân đội Pháp và được sử dụng như kỵ binh và pháo binh, đã có nhiều tranh cãi về việc liệu Ngựa Anglo-Norman là sự lựa chọn tốt nhất cho quân đội. Cuối thế kỷ 19 chứng kiến những cải tiến đáng kể trong chương trình nhân giống, mặc dù vẫn có một tranh chấp giữa các mục tiêu của các nhà lai tạo và nhu cầu của quân đội.
Cơ giới hóa trong những năm đầu thế kỷ 20 làm giảm nhu cầu đối với các giống, và chiến đấu đáng kể trong Thế chiến II và Đức chiếm đóng của Pháp dẫn đến thiệt hại lớn cho các trung tâm giống và cái chết của nhiều con ngựa. Năm 1958, Ngựa Anglo-Norman đã được kết hợp với các loại khác của Pháp để tạo ra các Selle Français. Mặc dù chính phủ hỗ trợ tích cực cho chương trình nhân giống ngựa Selle Français, các biến thể được giữ lại, và Ngựa Anglo-Norman dòng máu tiếp tục có sự phân biệt trong nhiều thập kỷ sau khi hợp nhất.
Người ta phân biệt ba loại: chạy nước kiệu ngựa được sử dụng cho xe khai thác, vận chuyển ngựa và quân sự, kỵ binh nặng, kỵ binh nhẹ, và ngựa pháo binh. Ngựa Anglo-Norman chạy lúp xúp là nhanh nhất ở Pháp và có tính kiên nhẫn và chăm chỉ làm việc. Đến năm 1966, giống ngựa Anglo-Norman đã tiếp tục được tiêu chuẩn hóa và được mô tả như là trung bình 61-67 inches, 155–170 cm cao, mặc dù đôi khi cao hơn, chúng mặt lồi, cổ dài, và vai và chân sau mạnh mẽ. Ngựa Anglo-Norman đã được biết đến với khả năng nhảy của mình

## Lịch sử

### Trung cổ
Những con ngựa ban đầu ở Normandy và Brittany là con ngựa nhỏ của người Celt, người định cư ở Gaul cổ đại bắt đầu từ khoảng thế kỷ thứ ba, BC Sau đó, người La Mã Lai chúng với ngựa cái lớn hơn, thế kỷ thứ 6, việc thực hành của xe đua ngựa đã được ghi nhận trong khu vực và bắt đầu từ thế kỷ thứ 10, những "con ngựa Norman" được mong muốn trên khắp châu Âu. Trong thế kỷ thứ 16, ngựa Norman đã được biết đến là nặng và mạnh mẽ, có thể kéo dài khoảng cách, và được sử dụng để kéo pháo. Ngựa Bắc Phi và máu Ả Rập đã được bổ sung trong thời gian trị vì của vua Louis XIV. Ngựa Ả Rập và Thoroughbreds đã ảnh hưởng lớn đến điều đó. Việc lai tạo thường gặp nhất là giữa ngựa cái bản địa được sử dụng bởi quân đội hay để kéo xe ngựa.

### Thế kỷ 18
Nguồn gốc của Ngựa Anglo-Norman là ở hạ Normandy, nổi tiếng với giống ngựa, nhờ vào khí hậu của nó và đất đai. Các giống phát triển chuyên ngành khu vực cụ thể. Le Merlerault là khu vực lâu đời nhất của xứ và chủ yếu là sản xuất ngựa yên, trong khi các thung lũng Cotentin và Auge sản xuất ngựa vận chuyển. Trung tâm chính cho chăn nuôi, đặc biệt là trong những đế chế Pháp thứ hai (1852-1870), là các đồng bằng xung quanh Caen. Ngày nay, Normandy, vẫn một trung tâm nuôi ngựa, là nơi có 20 phần trăm của tất cả các con ngựa cái của giống Selle Français, con ngựa thể thao quốc gia Pháp đã phát triển một phần lớn từ tiếng Ngựa Anglo-Norman.
Khu vực này đã sản xuất rất nhiều Selle Français đã thành công trong thi đấu quốc tế. 
Trong phát triển ban đầu của nó, ngựa Norman, còn được gọi là Carrossier Normand, có nhiều kiểu khác nhau: Merlerault; ngựa đồng bằng Caen; Cotentin, La Hague. Từ Alençon, các Merlerault được phát triển từ Thoroughbred và đã rất phổ biến vào cuối của Chế độ cũ, kéo dài cho đến cuối thế kỷ 18. Đó là một loại cỡ trung, đặc biệt phù hợp để cưỡi và kéo xe ngựa nhỏ. Các Cotentin là loại lâu đời nhất của Carrossier Normand từ đó Ngựa Anglo-Norman là một phần lớn phát triển, và cũng là tổ tiên của Norman Cob. Sử dụng cho các -khách sang trọng, Ngựa Contentin đã lớn hơn và chậm hơn so với những con ngựa chạy nước kiệu giống để đua.
Cho đến năm 1775, ngựa Cotentin là vô song trong sự nổi tiếng ở Pháp và một số bộ phận khác của châu Âu như ngựa vận chuyển, và vẫn là một trong những giống xe ngựa phổ biến nhất trong các thế giới đến đầu thế kỷ thứ 19, khi nó biến mất do lai giống không được kiểm soát. Thế kỷ 19 Sau khi chiến tranh Napoleon, hầu như không có ngựa yên ở lại Pháp. Tình trạng này càng trầm trọng hơn bởi cải tiến cho cho đường giao thông, dẫn đến một nhu cầu lớn về ngựa vận chuyển, tiếp tục giảm nhu cầu đối với ngựa cưỡi. 

### Thế kỷ 19
Giữa năm 1815 và năm 1850, chỉ có những người giàu có và quân đội tiếp tục mua ngựa cưỡi. Vào đầu thế kỷ 19, trong vùng hạ Normandy, các nhà lai tạo tập trung vào các giống Carrossier Normand, tổ tiên của Ngựa Anglo-Norman và ngựa Trotter Pháp được sử dụng chủ yếu như một con ngựa vận chuyển. Khi Carrossier Normand được lai với Thoroughbreds, một thực tế mà có thể bắt đầu vào khoảng năm 1830, kết hợp kết quả được gọi là "Ngựa Anglo-Norman". Khi ngựa cái bản địa khác của địa phương đã được lai với Thoroughbreds và Ả Rập, Tuy nhiên, các kết quả ban đầu đáng thất vọng. Tuy nhiên, mặc dù số dân số rất thấp cưỡi ngựa, trong những năm 1850 đầu, tác giả Ephrem Houël ghi nhận một loại Norman yên ngựa vẫn còn tồn tại Le Merlerault.
Bắt đầu từ những năm 1850 đầu năm, với sự xuất hiện của đế quốc Pháp đệ nghị Cộng hòa, Ngựa Anglo-Norman đã trở thành một giống phổ biến ở Pháp, cạnh tranh với các Thoroughbred. Nó được tạo thương hiệu một con ngựa linh hoạt, phù hợp để cưỡi và kéo xe. Từ 1840-1860, loài này được ảnh hưởng xa hơn bằng cách bán Thoroughbred chạy nước kiệu ngựa từ Anh. ngựa cái địa phương được lai với Thoroughbreds nhập khẩu, Norfolk Trotters, Orlov Trotters và ngựa lai khác.
Đến năm 1855, chất lượng của các loài động vật đã đảm bảo sự thành công của giống này, và Ngựa Anglo-Norman lan truyền khắp nước Pháp, đặc biệt là thay thế cho một loại cưỡi ngựa từ phía nam, ngựa Limousin. Năm 1864, Hiệp hội Société du cheval français de demi được thành lập. Các nhà lai tạo lan mô tả của Norman ngựa, đặc biệt là Ngựa Anglo-Norman, ngựa như linh hoạt mà có thể được sử dụng cho cả việc cưỡi và kéo xe.
Khi Pháp xâm chiếm của Algeria (1830-1847) đã mang Ngựa Anglo-Norman vào cuộc thi đấu với những con ngựa Barb. Năm 1873, luật Bocher đã được thông qua, trong đó thành lập bảo hộ cho người chăn ngựa của Pháp, trong khi thuế nhập khẩu ngựa, chủ nghĩa bảo hộ là kết quả của những mong muốn của các nhà lai tạo người Pháp gốc để bảo vệ lợi ích của nó đối với hàng nhập khẩu từ các thuộc địa của Pháp. Pháp luật này được đặt tên sau khi Edward Bocher, một chính trị gia từ Calvados, người đã lập luận rằng luật pháp là hỗ trợ nông nghiệp Pháp, và đặc biệt là các giống Ngựa Anglo-Norman.
Sự phát triển của ngựa Anglo-Norman giống ngựa yên từ lâu đã bị trì hoãn bởi việc tập trung vào việc sản xuất các ngựa xe ngựa thời trang. Điều này dẫn đến những thay đổi giống lớn về nhà chăn nuôi, người thường không nhận thức được việc làm ngựa biểu diễn cho quân đội. Tuy nhiên, xung đột giữa các nhà lai tạo và quân đội thường là kết quả của những bất đồng về mục đích sinh sản. Từ những năm 1830 đến thời kỳ giữa hai cuộc chiến (1919-1939), người Ngựa Anglo-Norman là một trong những con ngựa chính được sử dụng bởi các kỵ binh Pháp. Mặc dù tác giả Alfred Gallier nói rằng đó là một giống tốt để sử dụng, nhiều học giả phản đối lập luận rằng điều này không phải là đúng trong mọi trường hợp. 

### Thế kỷ 20
Thế kỷ 20 Với sự cơ giới hóa vận tải và quân sự trong thế kỷ 20, người Ngựa Anglo-Norman không còn nhu cầu như một cỗ xe ngựa và quân sự. Ngoài ra, chiến tranh thế giới II và Đức chiếm đóng của Pháp gây ra thiệt hại đáng kể cho quê hương Norman của giống như các trang trại chiến đấu tiêu diệt và giết chết một nửa của những con ngựa. Hầu hết trong số còn sống sót là của giống ngựa Norman Cob, và ngựa bị mất tình trạng của nó như là động vật sang trọng và giải trí. Nhiều trang trại bị bỏ lại trong đống đổ nát, và tác giả đã để lại xem xét lại mục tiêu sinh sản của chúng.
Trong những năm 1950 và 1960, Ngựa Anglo-Norman đã trở thành một lực lượng chính trong cuộc cạnh tranh ngựa quốc tế. Tại Thế vận hội mùa hè năm 1964, Ngựa Anglo-Norman Lutteur B giành vàng huy chương trong chương trình nhảy. Năm 1958, các sách chỉ nuôi ngựa Ngựa Anglo-Norman đã được kết hợp với con ngựa yên máu nóng (warmblood) ở khu vực khác như Demi-sang du Centre và Vendeen để tạo ra một thống nhất sách chỉ nuôi ngựa máu nóng warmblood quốc gia cho các con Selle Français hoặc ngựa yên xe Pháp. Chính phủ pháp tích cực hỗ trợ việc sáp nhập của các loại và giống với một khu vực lũng đoạn tài chính lớn. Mặc dù việc sáp nhập này, trong nhiều thập kỷ sau đó, con ngựa từ Ngựa Anglo-Norman dòng máu đã xác định rõ ràng trong ngựa Selle Français do sự khác biệt trong cấu tạo.

## Ảnh hưởng
Các giống Ngựa Anglo-Norman đã được sử dụng để tạo ra một số giống khác của ngựa trên khắp châu Âu và châu Á. Những bao gồm ngựa Andravida Hy Lạp, được tạo ra bằng cách lai ngựa cái Hy Lạp gốc với Ngựa Anglo-Norman giống và Freiberger Thụy Sĩ, một sự pha trộn của dòng ngựa Anglo-Norman với Thoroughbreds và ngựa có nguồn gốc từ dãy núi Jura. Các giống Hungary Nonius bắt nguồn từ một con ngựa giống Ngựa Anglo-Norman tên Nonius Senior, và Ngựa Anglo-Norman máu cũng đã được sử dụng để thêm sự tinh tế cho Oldenburg Đức. Các Ngựa Anglo-Norman đã được sử dụng để tạo ra những con ngựa Ba Lan Sokolsky và các giống ngựa Trung Quốc Hắc Hà.